# Hayriye, Çardak
Hayriye là một xã thuộc huyện Çardak, tỉnh Denizli, Thổ Nhĩ Kỳ. Dân số thời điểm năm 2010 là 254 người.